# Harzturm

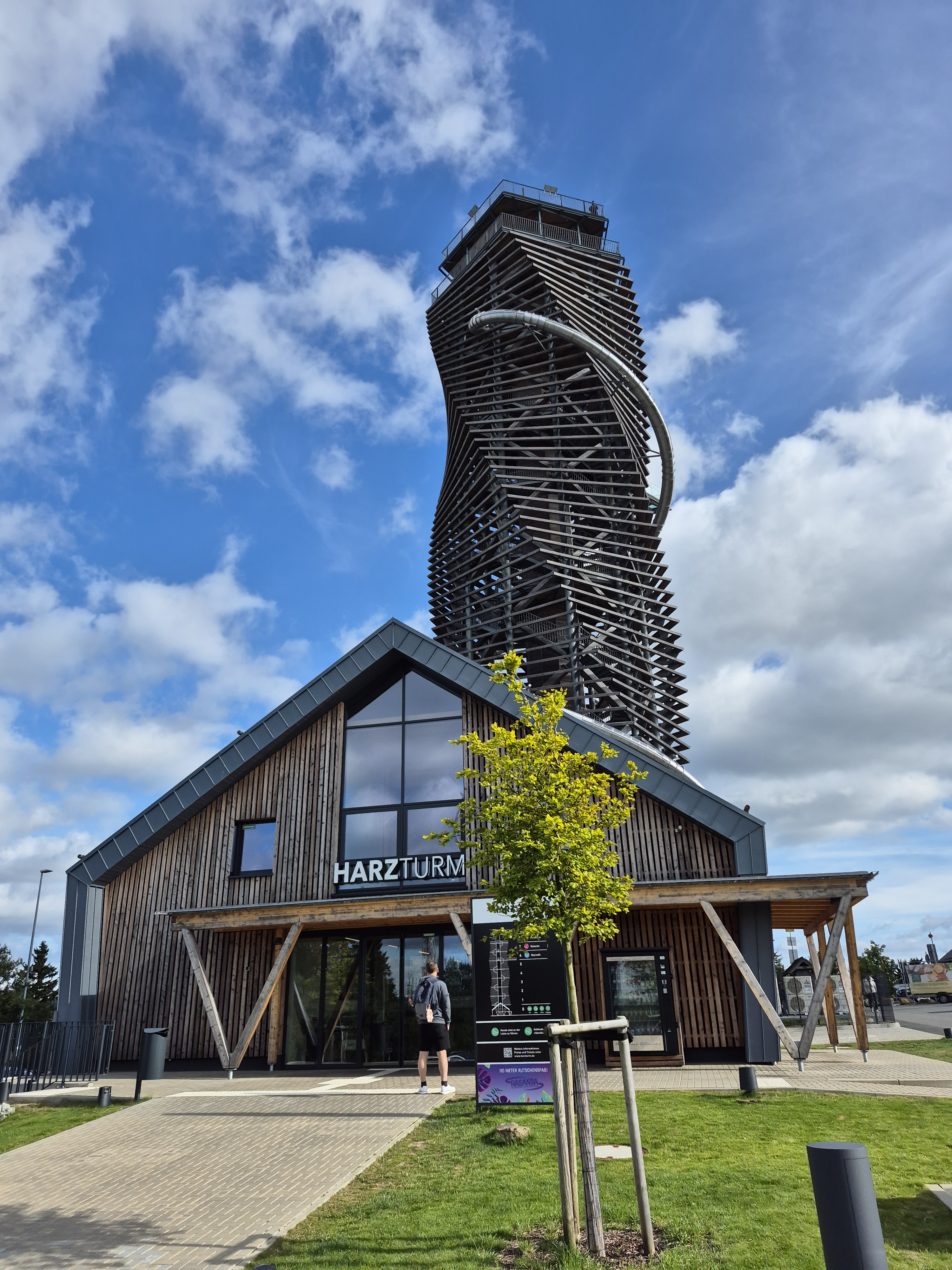
Harzturm, 2025

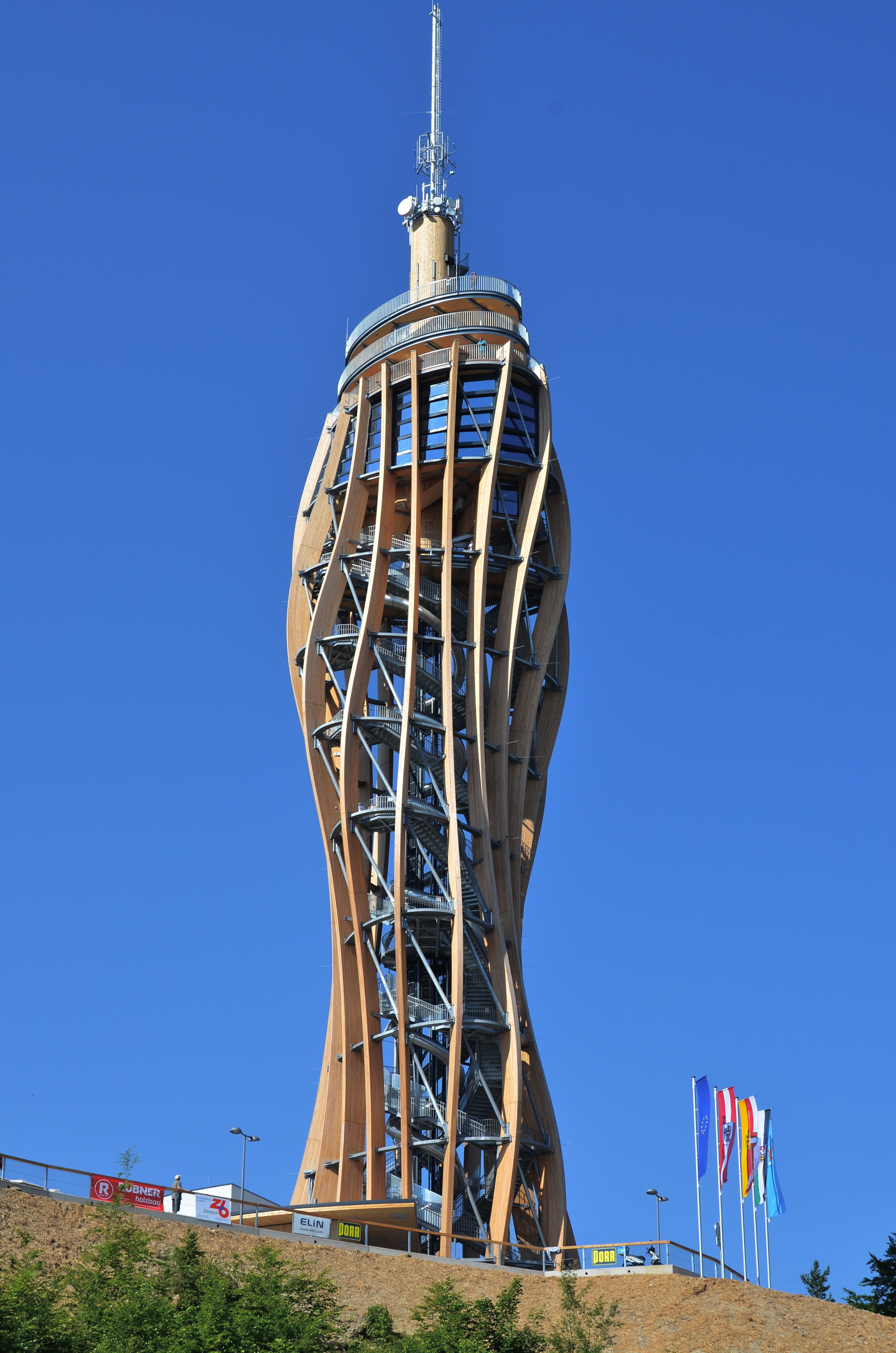
Aussichtsturm Pyramidenkogel, ein Vorbild für den Harzturm

Der Harzturm ist ein 65 Meter hoher Aussichtsturm in Torfhaus (ca. 800 m ü. NHN) im Harz, dem höchstgelegenen Ort in Niedersachsen. Über eine Treppe oder einen Aufzug sind auf 45 Metern Turmhöhe zwei Panoramaplattformen, ein Skywalk mit gläsernem Boden und der Startpunkt einer 110 Meter langen Rutsche zu erreichen.
Der Architekt ist Dietmar Kaden, der bereits den landschaftsprägenden Aussichtsturm Pyramidenkogel  in Kärnten am Wörthersee entwarf, an dessen Bauweise der Harzturm angelehnt ist. Die hölzerne Turmverkleidung ist von einem hohlen, drehwüchsigen Baumstamm inspiriert, eine Hommage an den durch seine Wälder geprägten Harz. Neben der Außenverkleidung ist u. a. auch der Aufzugsschacht aus Holz.
Der Spatenstich wurde am 31. Mai 2021 vollzogen. Die Weihnachten 2022 geplante Eröffnung wurde wegen Lieferschwierigkeiten von Baumaterial verschoben. Aufgrund starker Winde konnte im Winter 2022/23 nicht weitergebaut werden. 2023 beeinträchtigten ungünstige Wind- und Wetterverhältnisse den Bau, so dass die im August 2023 geplante Eröffnung bis Oktober aufgeschoben werden musste. Die Baukosten, von denen das Land Niedersachsen 1,4 Millionen Euro übernahm, stiegen von geplanten 8 Millionen auf etwa 10 Millionen Euro.
Der Harzturm wurde am 1. November 2023 im Beisein von Ministerpräsident Stephan Weil offiziell eröffnet und am Folgetag für die Öffentlichkeit freigegeben.
Der Fahrstuhl, die Rutsche und der Skywalk konnten witterungsbedingt erst später in Betrieb gehen. Seit dem 22. Juli 2024 ist der Turm vollständig nutzbar.
Der Turmzugang erfolgt durch ein Eingangsgebäude mit Souvenirshop und Toilettenanlage.